# گازتا ویبورچا

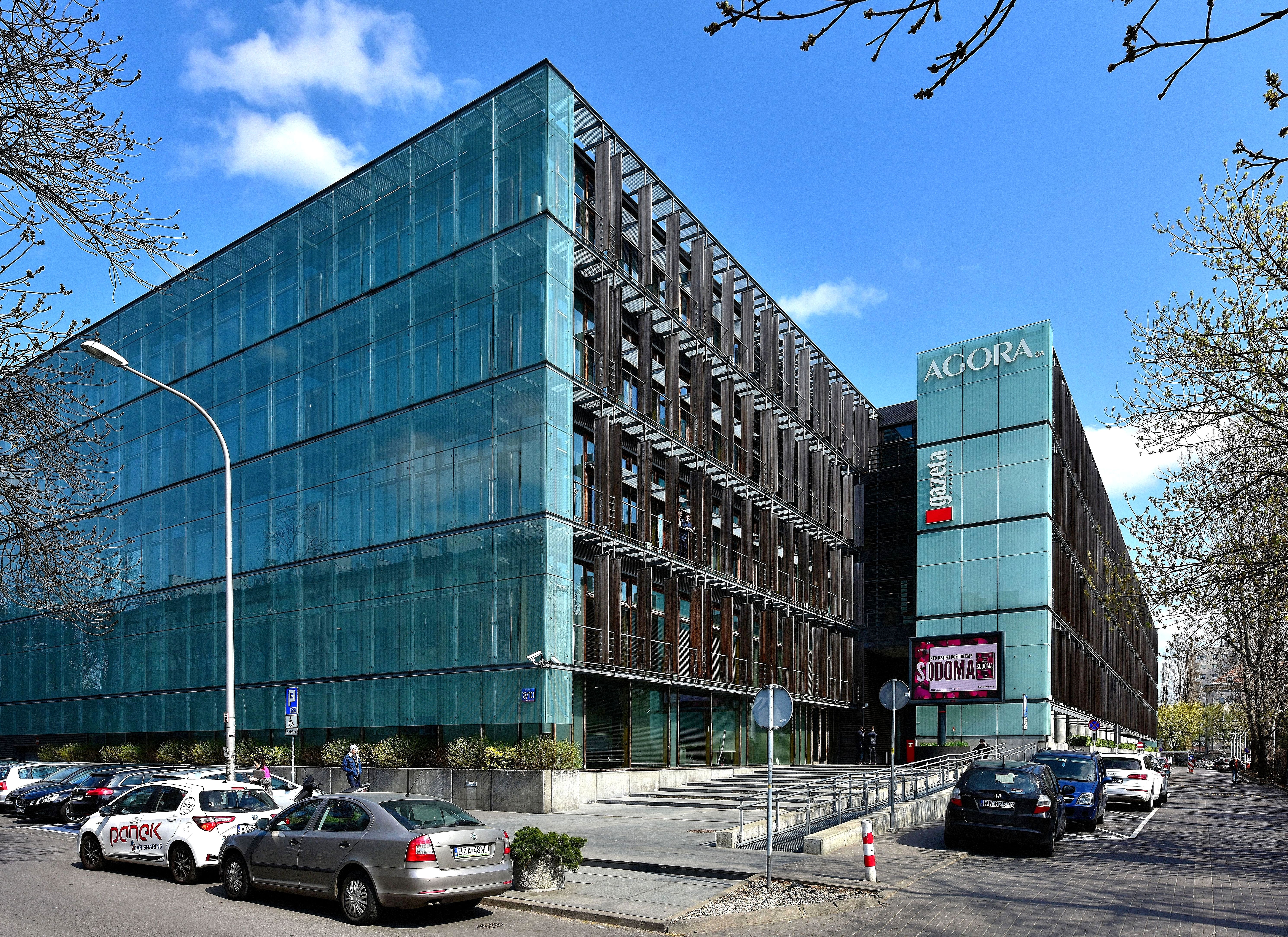
ساختمان اصلی «گازتا ویبورچا» در خیابان چرسکا، ورشو

گازتا ویبورچا (لهستانی: Gazeta Wyborcza؛ تلفظ لهستانی: [ɡaˈzɛta vɨˈbɔrtʂa]) روزنامه‌ای است که در ورشو پایتخت لهستان منتشر می‌شود.
این روزنامه دربرگیرندهٔ اخبار سیاسی و غیرسیاسی محلی و بین‌المللی است و هر دو دیدگاه محافظه‌کاران و لیبرال‌ها را پوشش می‌دهد. این نشریه، نخستین روزنامهٔ مستقل روزانه در دوران پس از کمونیسم در لهستان است.